# Eddie Picnic's All Wet
Eddie Picnic's All Wet è un EP live della band AFI pubblicato il 18 marzo 1994. Il 7" era originale del vinile rosa e fu limitato a 200 copie. Un secondo rilascio fu limitato a 100 copie.

## Tracce
1. Ny-Quil – 2:13
2. Rizzo in the Box – 1:50
3. Who Said You Could Touch Me? – 1:30
4. I Wanna Get a Mohawk – 1:13
5. Love is a Many Splendored Thing – 1:38

## Formazione
- Davey Havok – voce
- Mark Stopholese – chitarra, voce
- Geoff Kresge – basso, voce
- Adam Carson – batteria